# Wettelijke rente
Wettelijke rente is de rente die een schuldeiser krachtens de wet kan vorderen van een schuldenaar die nalatig is gebleven bij het nakomen van een verbintenis tot betaling van een geldsom.

## Wettelijke rente versus contractuele rente
De wettelijke rente is feitelijk een gefixeerde schadevergoeding. De schuldeiser lijdt schade omdat zijn debiteur te laat betaalt. Als partijen daar niets over hebben afgesproken dan kan de schuldeiser, als hij zijn wederpartij in gebreke heeft gesteld, aanspraak maken op de wettelijke rente over de periode dat de debiteur in verzuim is. Het verzuim treedt in vanaf de in de ingebrekestelling genoemde fatale termijn. Niet zelden is vooraf overeengekomen dat de betaaltermijn van de factuur tevens de fatale termijn is, waarna de wettelijke rente zonder nadere  ingebrekestelling verschuldigd is (gelijk aan de handelsrente zie verderop). Wettelijke rente is vervolgens verschuldigd vanaf deze fatale termijn tot de datum waarop uiteindelijk betaald wordt. In geval van een verplichting tot schadevergoeding op grond van een onrechtmatige daad is de wettelijke rente zonder ingebrekestelling verschuldigd.
Partijen kunnen echter ook in hun overeenkomst vastleggen dat bij te late betaling een vooraf vastgelegd rentepercentage verschuldigd wordt. Als zij dat hebben gedaan dan is die contractuele rente verschuldigd, en niet de wettelijke rente. In de praktijk zal de contractuele rente hoger zijn dan de wettelijke rente. In de meeste algemene voorwaarden wordt een relatie tussen de contractuele en de wettelijke rente gelegd, bijvoorbeeld:  "de wettelijke rente plus 1 procentpunt" of "1% per maand, tenzij de wettelijke rente hoger is".

## Soorten wettelijke rente

### Nederland
De wettelijke rente is sinds 1 januari 2025 voor niet-handelstransacties 6% en sinds 1 juli 2025 voor handelstransacties 10,15%.

#### Geschiedenis en toelichting
Sinds 1 december 2002 wordt onderscheid gemaakt tussen de wettelijke rente die van toepassing is op transacties tussen ondernemingen of tussen ondernemingen en overheidsinstanties  (handelstransacties) en de 'gewone' wettelijke rente, die geldt voor alle transacties die geen handelstransacties zijn (niet-handelstransacties).
Weliswaar is de wet die de wettelijke rente op handelstransacties invoerde van 1 december 2002, zij heeft betrekking op handelstransacties die tot stand zijn gekomen op of na 8 augustus 2002. Dit komt doordat de Nederlandse regering (CDA-VVD-LPF) te laat was met de indiening en behandeling van het wetsvoorstel. Vorderingen uit handelstransacties van voor 8 augustus 2002 blijven onder de wettelijke rente voor niet-handelstransacties vallen. Voor handelstransacties, tot stand gekomen na 7 augustus 2002 en voor 1 december 2002, geldt dat eerst het tarief van de niet-handelstransacties geldt en vervolgens die van de wel-handelstransacties. Mocht u evenwel een dergelijke aanspraak hebben op de rijksoverheid, dan kunt u vanaf 8 augustus 2002 al het hoge tarief in rekening brengen. Ook is het denkbaar dat u, ten aanzien van een vordering op een niet-rijksoverheid-partij, alleen het verschil tussen de 7% en de 10,35% bij de rijksoverheid in rekening brengt, voor de periode tussen 8 augustus 2002 en 1 december 2002 - vanwege de nalatigheid met het uitvoeren van de Europese richtlijn tot het instellen van de regeling (zie Minister Donner in handelingen eerste kamer, 5 november 2002).
De wettelijke rente voor niet-handelstransacties (ex. art. 6:119 BW) wordt vastgesteld bij Algemene Maatregel van Bestuur (ex. art. 6:120, lid 1 BW) en gepubliceerd in het Staatsblad. De hoogte van de wettelijke rente voor deze "consumenten"-transacties fluctueert (zie tabellen).
De wettelijke rente voor transacties tussen ondernemingen of tussen ondernemingen en overheidsinstanties (ex. art. 6:119a BW) volgt telkens voor een half jaar uit de marginale toewijzigingsrente die de Europese Centrale Bank (ECB) heeft toegepast op de meest recente basis-herfinancieringstransactie die heeft plaatsgevonden vóór 1 januari respectievelijk vóór 1 juli van elk jaar, vermeerderd met 8 procentpunten (na 16-03-2013, daarvoor 7 procentpunten; art. 6:120, lid 2 BW). De marginale toewijzingsrente is te vinden in de maandberichten van de Europese Centrale Bank. Aardig is nog om op te merken dat het tot eind juli 2003 heeft geduurd voor de juridische wereld (de ministeries incluis) wist welk tarief het referentietarief is, zoals dat volgt uit de Europese richtlijn ter bestrijding van betalingsachterstanden in het handelsverkeer.
Besluit van 19-6-2009, Stb.2009, 262: Besluit tot wijziging van het koninklijk besluit van 18 januari 1971, Stb. 27.
Dit besluit verlaagt de wettelijke rente per 1 juli 2009 van 6% naar 4%. Het betreft de wettelijke rente als bedoeld in artikel 119 van Boek 6 van het Burgerlijk Wetboek. Opgemerkt wordt nog dat met ingang van 15 oktober 2008, de ECB tenderprocedure is gewijzigd. Deze wijziging heeft tot gevolg dat de herfinancieringsrente niet meer wordt vastgesteld door middel van een variabele-rentetenderprocedure maar door een vaste-rentetenderprocedure. Dit heeft gevolgen voor de benaming waaronder deze rentes in het desbetreffende maandbericht van de ECB worden gepubliceerd; de term minimale inschrijvingsrente is vervangen door de benaming vaste rentevoet. Voor de bijzondere regeling van wettelijke rente voor handelstransacties als bedoeld in artikel 119a van Boek 6 van het Burgerlijk Wetboek, heeft de gewijzigde procedure van de ECB ook gevolgen. Voor de wettelijke rente voor handelstransacties is de herfinancieringsrente nu onder de benaming vaste-rentetendertarief opgenomen in het maandbericht van de Europese Centrale Bank, voorheen betrof dit de marginale rentevoet.
Inwerkingtreding 1 juli 2009.

### België
In België kunnen de partijen bij een overeenkomst in principe zelf vastleggen welke interest verschuldigd zal zijn bij wanbetaling. De rechter heeft wel de bevoegdheid om excessieve regelingen te milderen. Indien de partijen geen regeling treffen, zal doorgaans de wettelijke rentevoet van toepassing zijn, of zal er toepassing gemaakt worden van de Wet van 2 augustus 2002 betreffende de bestrijding van de betalingsachterstand bij handelstransacties.
Tot en met 2006 was de Belgische wettelijke rentevoet aan geen enkele marktrente gebonden. Vanaf 2007 wordt de wettelijke rentevoet elk jaar in januari door de Federale Overheidsdienst Financiën vastgesteld in functie van de marktrente. De wettelijke rentevoet stemt overeen met het gemiddelde van de Euribor-rentevoet op één jaar tijdens de maand december van het afgelopen jaar, afgerond naar het hoger gelegen kwart percent, en vervolgens verhoogd met twee percent.
Inzake handelstransacties geldt dat bij gebreke aan betaling binnen de wettelijke termijn van 30 dagen, behoudens een andersluidende overeenkomst tussen de partijen, van rechtswege en zonder ingebrekestelling, een intrest verschuldigd is aan de schuldeiser tegen “de referentie-intrestvoet vermeerderd met 7 procentpunten en afgerond tot op het hogere halve procentpunt”. De referentie-interestvoet is gelijk aan "de interestvoet die door de Europese Centrale Bank wordt toegepast voor haar meest recente basisherfinancieringstransactie vóór de eerste kalenderdag van het betreffende half jaar in het geval de betrokken transactie wordt uitgevoerd door middel van een vaste-rentetender. In geval de betrokken transactie wordt uitgevoerd door middel van een variabele-rentetender is de referentie-interestvoet de uit deze tender voortvloeiende marginale interestvoet, zowel bij toewijzingen op basis van een enkelvoudige rentevoet, als bij toewijzing op basis van een meervoudige rentevoet". Gemakshalve wordt de rentevoet inzake handelstransacties periodiek gepubliceerd door de Federale Overheidsdienst Financiën.
Ook in fiscale zaken geldt een bijzondere regeling. De wettelijke rentevoet in fiscale zaken bedraagt 7 percent. Deze rentevoet kan bij koninklijk besluit worden gewijzigd.

### Nederland vs. België
Merk op dat de rente in België hoger is dan die in Nederland. In België is de handelsrente echter enkelvoudig, terwijl deze in Nederland samengesteld is (rente-op-rente). Er zijn meer verschillen. Zo geldt in België een publicatieplicht van het nieuwe tarief, doorgaans verschijnt die na een week of 3 tot 4 na ingangsdatum. In Nederland is die plicht er niet en dit heeft het mede mogelijk gemaakt dat het bijna een jaar heeft geduurd voordat duidelijk was wat het tarief eigenlijk was. Ook heeft België regelingen voor duur- en herhalingsovereenkomsten. Nederland heeft dat niet. Zo kan het in Nederland voorkomen dat recente facturen tussen handelspartijen, voortgevloeid uit een basisovereenkomst van voor 8 augustus 2002, nog steeds onder het oude wettelijke rente-regime vallen.

## Historisch overzicht

### Niet-handelstransacties in Nederland
Historisch overzicht van de wettelijke rente voor niet-handelstransacties in Nederland:
vanaf 1934 was de wettelijke rente 5%
```
01-03-1971:   9%
01-11-1972:   8%
01-05-1974:  10%
01-04-1976:   8%
01-01-1979:  10%
01-04-1980:  12%
01-01-1983:   9%
01-04-1987:   8%
01-01-1990:  10%
01-07-1990:  11%
01-01-1992:  12%
01-07-1993:  10%
01-01-1994:   9%
01-01-1995:   8%
01-01-1996:   7%, Staatsblad 1995, 621
01-07-1996:   5%, Staatsblad 1996, 331
01-01-1998:   6%, Staatsblad 1997, 744
01-01-2001:   8%, Staatsblad 2000, 597
01-01-2002:   7%, Staatsblad 2001, 630
01-08-2003:   5%, Staatsblad 2003, 280
01-02-2004:   4%, Staatsblad 2004, 13
01-01-2007:   6%, Staatsblad 2006, 700
01-07-2009:   4%, Staatsblad 2009, 262
01-01-2010:   3%, Staatsblad 2009, 618
01-07-2011:   4%, Staatsblad 2011, 317
01-07-2012:   3%, Staatsblad 2012, 285
01-01-2015:   2%, Staatsblad 2014, 491
01-01-2023:   4%, Staatsblad 2022, 520
01-07-2023:   6%, Staatsblad 2023, 235
01-01-2024:   7%, Staatsblad 2023, 484
01-01-2025:   6%, Staatsblad 2024, 395
```

### Handelstransacties in Nederland
Historisch overzicht van de wettelijke rente voor handelstransacties in Nederland:
(De Nederlandsche Bank merkt het volgende op: Voor handelstransacties gesloten tussen 8 augustus 2002 (totstandkoming van de richtlijn) en 1 december 2002 (wetswijziging) is het volgende van toepassing. Ten aanzien van partijen waar directe werking van de richtlijn mogelijk is, geldt de nieuwe wettelijke rente met ingang van 8 augustus 2002. Ten aanzien van partijen waar directe werking van de richtlijn niet mogelijk is, geldt de  nieuwe wettelijke rente met ingang van 1 december 2002. Ten aanzien van handelstransacties die voor 8 augustus 2002 zijn gesloten, blijft de wettelijke rente die we ook daarvoor al kenden  op basis van artikel 6: 119 BW juncto artikel 6: 120, eerste lid BW van toepassing.)
```
08-08-2002:  7% of 10,35% 
01-12-2002:  10,35%
01-01-2003:   9,85%
01-07-2003:   9,10%
01-01-2004:   9,02%
01-07-2004:   9,01%
01-01-2005:   9,09%
01-07-2005:   9,05%
01-01-2006:   9,25%
01-07-2006:   9,83%
01-01-2007:  10,58%
01-07-2007:  11,07%
01-01-2008:  11,20%
01-07-2008:  11,07%
01-01-2009:   9,50%
01-07-2009:   8,00%
01-01-2010:   8,00%
01-07-2010:   8,00%
01-01-2011:   8,00%
01-07-2011:   8,25%
01-01-2012:   8,00%
01-01-2013:   7,75%
16-03-2013:   8,75%
01-07-2013:   8,50%
01-01-2014:   8,25%
01-07-2014:   8,15%
01-01-2015:   8,05%
01-07-2015:   8,05%
01-01-2016:   8,05%
01-07-2016:   8,00%
```

### Caribisch Nederland
Historische overzicht van de wettelijke rente in Caribisch Nederland:
```
18-11-2011:   3,00%
01-01-2012:   3,00%*
```

*Vanaf 2012 wordt de wettelijke rente vastgesteld als de door de Centrale Bank van Curaçao en Sint Maarten vastgelegde beleningsrente, vermeerderd met twee procentpunten (Staatsblad 2012, 40).

### België
Historisch overzicht van de wettelijke rente in België:
```
Van 01/01/1970 tot 31/10/1974:   6,5%
Van 01/11/1974 tot 31/07/1981:    8,0%
Van 01/08/1981 tot 31/07/1985:  12,0%
Van 01/08/1985 tot 31/07/1986:  10,0%
Van 01/08/1986 tot 31/08/1996:   8,0%
Van 01/09/1996 tot 31/12/2006:   7,0%
```

Vanaf 2007 jaarlijks (van 01/01 tot 31/12):
```
2007:   6,0%
2008:   7,0%
2009:   5,5%
2010:   3,25%
2011:   3,75%
2012:   4,25%
2013:   2,75%
2014:   2,75%
2015:   2,50%
2016:   2,25%
2017:   2,00%
2018:   2,00%
2019:   2,00%
2020:   1,75%
2021:   1,75%
[
7
]

2022:   1,50%
[
8
]

2023:   5,25%
[
9
]

2024:   5,75%
2025:   4,50%
[
10
]
```

### Interesten betalingsachterstand handelstransacties
Overzichtstabel interesten betalingsachterstand handelstransacties sinds de wet van 2 augustus 2002:
```
Tweede semester 2002:  10,5%
Eerste semester 2003:  10,0%
Tweede semester 2003:   9,5%
Eerste semester 2004:   9,5%
Tweede semester 2004:   9,5%
Eerste semester 2005:   9,5%
Tweede semester 2005:   9,5%
Eerste semester 2006:   9,5%
Tweede semester 2006:  10,0%
Eerste semester 2007:  11,0%
Tweede semester 2007:  11,5%
Eerste semester 2008:  11,5%
Tweede semester 2008:  11,5%
Eerste semester 2009:   9,5%
Tweede semester 2009:   8,0%
Eerste semester 2010:   8,0%
Tweede semester 2010:   8,0%
Eerste semester 2011:   8,0%
Tweede semester 2011:   8,5%
Eerste semester 2012:   8,0%
Tweede semester 2012:   8,0%
Eerste semester 2013:   8,0%
Tweede semester 2013:   7,5%
Eerste semester 2014:   7,5%
Tweede semester 2014:   7,5%
Eerste semester 2015:   8,5%
Eerste semester 2016:   8,5%
Tweede semester 2016:   8,0%
Eerste semester 2017:   8,0% 
Tweede semester 2017:   8,0%
Eerste semester 2018:   8,0%
Tweede semester 2018:   8,0%
Eerste semester 2019:   8,0%
Tweede semester 2019:   8,0%
Eerste semester 2020:   8,0%
Tweede semester 2020:   8,0%
Eerste semester 2021:   8,0%
Tweede semester 2021:   8,0%
Eerste semester 2022:   8,0%
Tweede semester 2022:   8,0%
Eerste semester 2023:   10,5%
Tweede semester 2023:   12,0%
Eerste semester 2024:   12,5%
```